# Kim Eul-dong
Kim Eul-dong, hangul 김을동, född den 5 september 1945 i Jongno-gu, ett distrikt i centrala Seoul i Sydkorea, är en sydkoreansk politiker och tidigare skådespelare. Kim blev representanten vid det 18:e och 19:e valet för distriktet Songpa-gu till Sydkoreas nationalförsamling. och ordförande för det inflytelserika konservativa partiet Saenuri-dang.
Kim är dotterdotter till den koreanska generalen Kim Chwa-chin, mer känd under smeknamnet "Baekya", som försökte införa anarkism i Korea. Hon är vidare dotter till Gim Du-han, och mor till skådespelaren Song Il-gook. Kim har också en dotter, Song Song Lee. Kims far, Gim Du-han, även känd under namnet "Uisong", var ledare för den organiserade brottsligheten under det japanska styret. Han blev sedan politiker och satt i nationalförsamlingen 1954–1965.

## Kontroversiellt uttalande
Kim gjorde 2016 ett feministiskt uttalande som var utmanande, som en kommentar till förre jämställdhetsministern Kim Hee-jung, som undersökt hur kvinnor skulle lyckas bättre i politiken.
| ” | Försök med att vara mindre smart. | „ |

“Den koreanska väljarkåren tycks finna det opassande när kvinnor verkar vara riktigt smarta, så jag tror att det är mer fördelaktigt att inte verka så intellektuell”, citerade Kim i media. Uttalandet kom under partiets konvent för att utse preliminära kvinnliga kandidater inför de allmänna valen. Hon deltog vid konventet som mentor.
“Det hjälper ofta att bara nicka och hålla med, att säga "ja" vad det än gäller,” citerades hon vidare.
Kim beskrev också sin egen taktik, om att närma sig äldre kvinnor vid marknadsplatser i sitt valdistrikt och skoja om hur lika de var till utseendet. Ett taktik som hon menade hade hjälpt henne att bli vald vid de två senaste valen.
Vid det tjugonde allmänna valet till nationalförsamlingen blev Kim inte omvald som Songpa-gus representant. Hon besegrades av det demokratiska partiets kandidat 
Nam In-sun.

## Filmografi[1]

### TV-serier
- Golden Era of Daughter in Law (KBS2, 2007)
- Kimchi Cheese Smile (MBC, 2007)
- Sharp 3 (KBS2, 2006)
- Legend of Ambition (KBS2, 1998)
- Legend of Heroes (MBC, 1997)
- Power of Love (MBC, 1996)
- Woman (MBC, 1995)
- West Palace (KBS2, 1995)

### Långfilmer
- 미란다 (1995)
- 마파도(2004)